# État de siège en Pologne de 1981 à 1983
Pour les articles homonymes, voir État de siège (homonymie).
L'état de siège ou la loi martiale (parfois désigné par la traduction littérale de l'expression polonaise comme l'état de guerre, (pl) stan wojenny) a été instauré en République populaire de Pologne le 13 décembre 1981 et resta en vigueur jusqu'au 22 juillet 1983. Tout au long de cette période, les citoyens souffraient des restrictions dans leur vie quotidienne.

## Histoire
Officiellement le décret instaurant l'état de siège est une réaction à la difficile situation économique, à la menace sur la sécurité énergétique du pays et surtout à la probable intervention militaire de l’Union soviétique en Pologne. Le régime communiste redoutait la perte du pouvoir, notamment face au rôle grandissant du syndicat Solidarność et ne voulait pas une répétition de l'invasion de la Tchécoslovaquie par les troupes du Pacte de Varsovie en 1968.

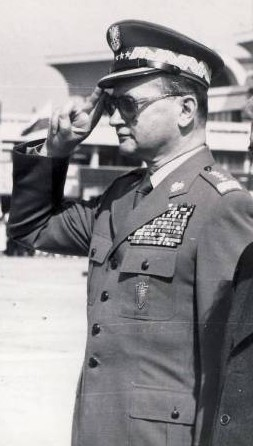
Wojciech Jaruzelski.

Il instaure un Conseil militaire de salut national (Wojskowa Rada Ocalenia Narodowego (pl), WRON), présidé par le général Jaruzelski, qui était déjà Premier ministre et premier secrétaire du parti communiste (PZPR), composé d'officiers généraux et d'officiers supérieurs, aux pouvoirs juridiquement flous, et qui avait de fait le pas sur le comité central du parti, sur le gouvernement et sur le parlement.
Le gouvernement interne sans procès pour plusieurs mois ou condamne à la prison de nombreux militants d'opposition ou anciens dirigeants communistes. Le couvre-feu, la censure sont introduits, les frontières et les aéroports sont fermés. Plus de 10 000 cadres et militants syndicaux sont internés dans 48 camps.

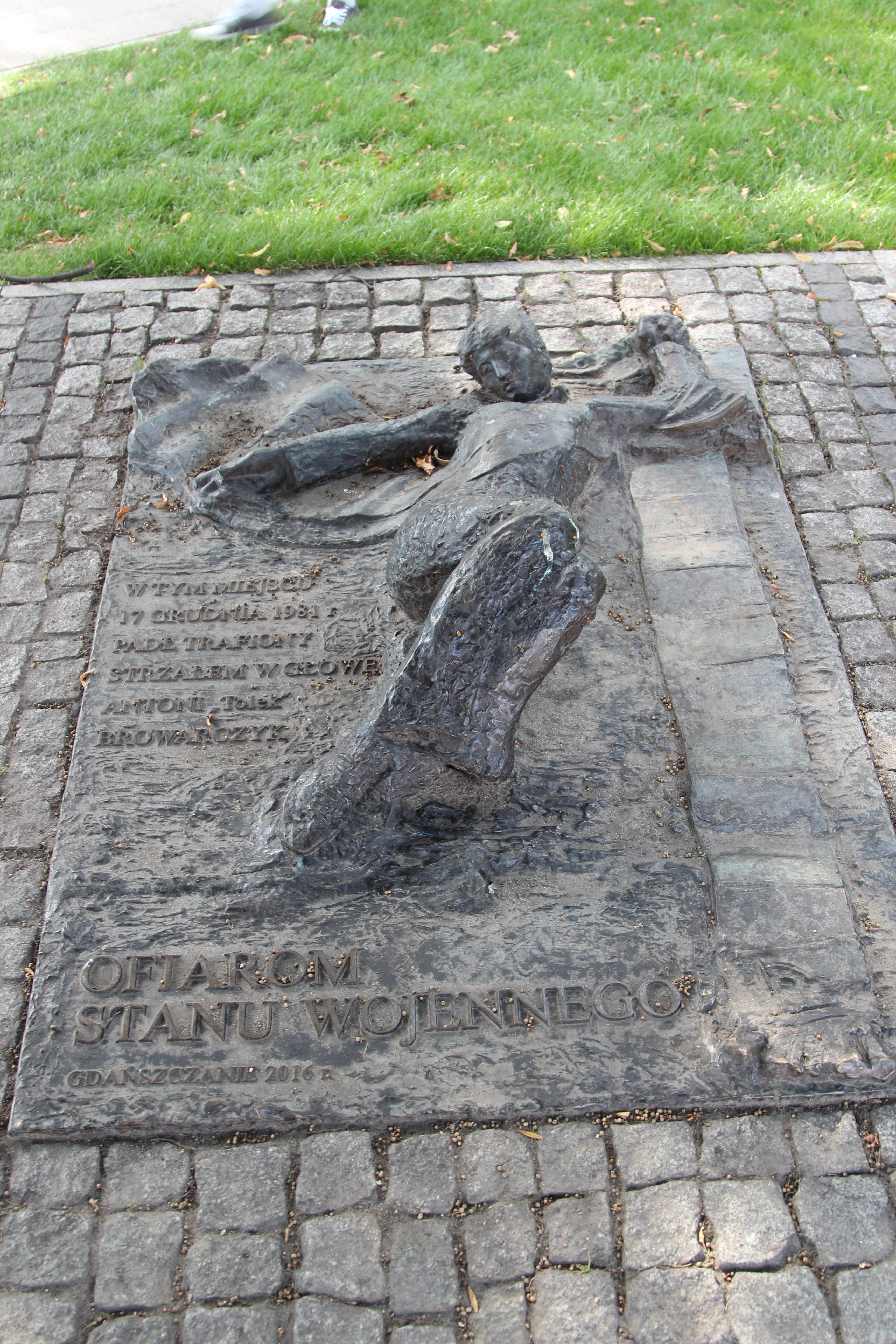
Monument aux victimes de la loi martiale à Gdańsk.

Des grèves spontanées éclatent, mais elles sont vite matées par la police et l'armée. Neuf mineurs de la mine de Wujek en Silésie (sud) sont tués lors d'une rafle des ZOMO, les forces anti-émeutes. La résistance de la société civile se manifeste également par des badges ornés de symboles portés sur les vêtements, les slogans sur les murs et le samizdat. Certains acteurs et artistes ont boycotté les médias nationaux, mais après plusieurs arrestations de journalistes, leur résistance s’est affaiblie.
Rendu illégal, le syndicat Solidarité s'organise dans la clandestinité. Ses principaux dirigeants, Lech Walesa y compris, resteront en prison pendant plusieurs mois. Toute l'année 1982 est ponctuée de manifestations, organisées par les structures clandestines de Solidarité qui sont sévèrement réprimées par le régime.
La loi martiale a été suspendue le 31 décembre 1982 et annulée le 22 juillet 1983. Après la chute des régimes communistes en Europe, le parlement polonais a admis en 1992 que sa proclamation était illégale. Le 17 avril 2007, les responsables de son instauration en Pologne (les généraux Wojciech Jaruzelski, Czesław Kiszczak et sept autres personnes) ont été officiellement inculpés pour « crime communiste ».

## Réactions internationales
Les réactions des pays étrangers sont assez variables. Plusieurs pays[Lesquels ?] furent attentistes face à ce qui fut considéré comme une affaire interne. Du côté des organisations, une grande partie[Lesquelles ?] proteste contre la loi martiale au contraire des partis communistes et des syndicats les soutenant.
Le 31 janvier 1982, fut mondialement diffusé Let Poland Be Poland, un programme caritatif de soutien sponsorisé par l'United States Information Agency.

## Galerie

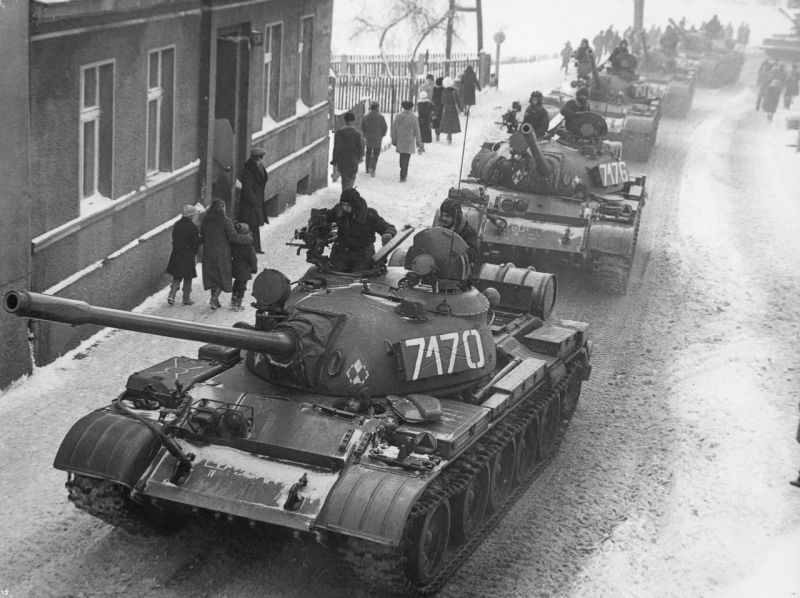
Une colonne de chars T-55 entre dans la ville de Zbąszynek, se dirigeant vers l’est en direction de la ville de Poznań, le 13 décembre 1981.
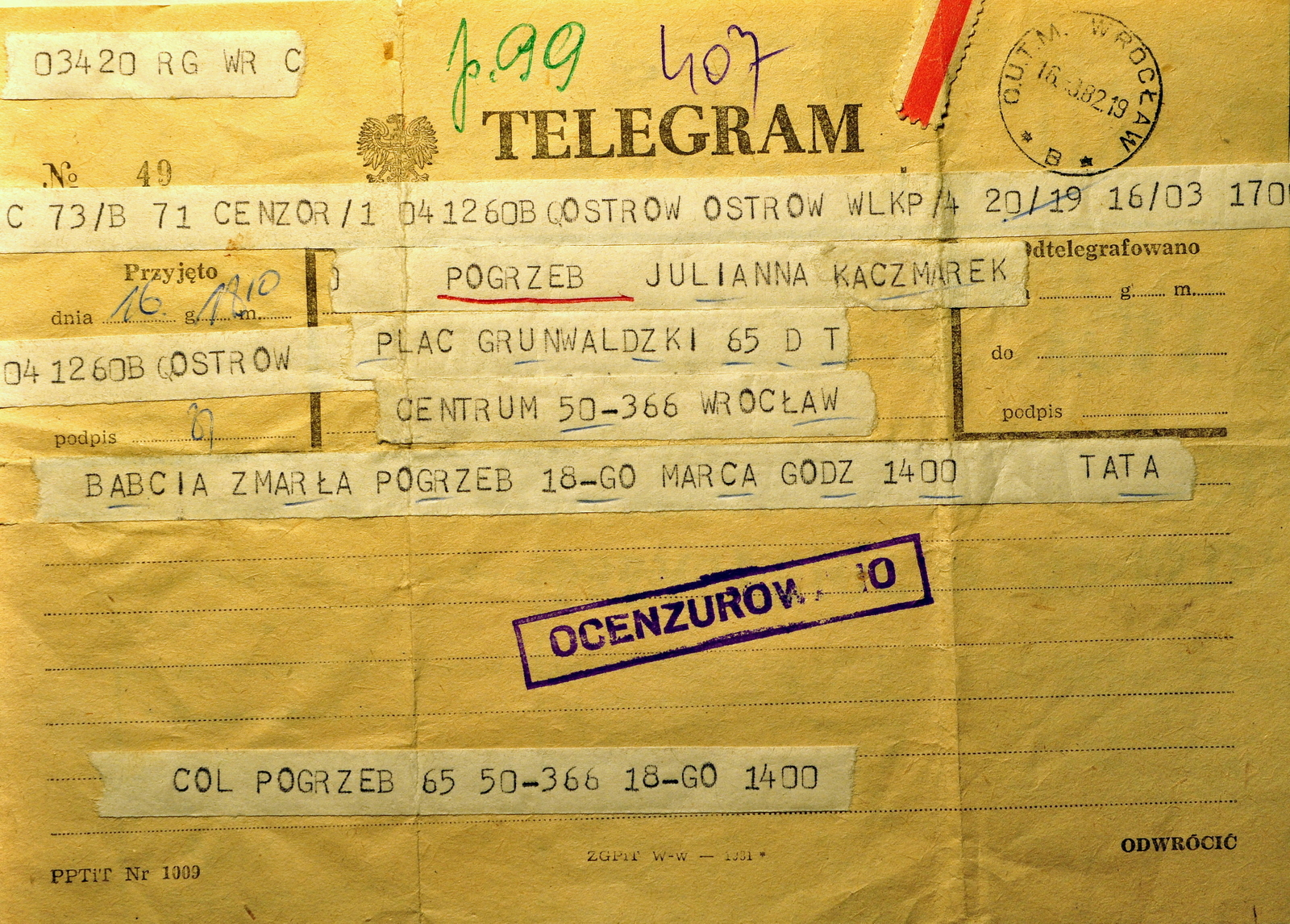
Un télégramme censuré, 1982.
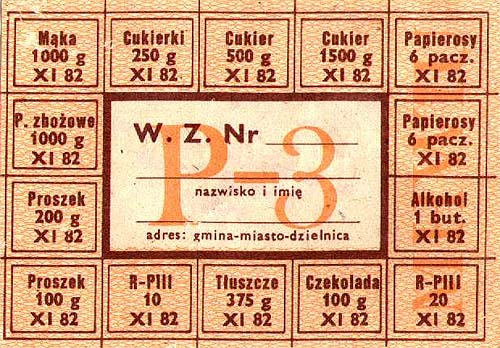
Carte de rationnement des aliments, de l'alcool et des cigarettes.